# GAP-ROAR
GAP-ROAR är en valallians i Guyana som i parlamentsvalet den 28 augusti 2006 erövrade drygt en procent av rösterna och ett mandat. GAP-ROAR är därmed den fjärde största parlamentsgruppen. I alliansen ingår partierna Guyana Action Party och the Rise, Organise and Rebuild Guyana Movement.